# Basílica Fúlvia

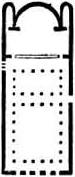
Planta da Basílica Fúlvia

Basílica Fúlvia (em latim: Basilica Fulvia) era uma antiga basílica no Fórum Romano. De acordo com Lívio, os censores Marco Emílio Lépido e Marco Fúlvio Nobilior (em cuja homenagem foi batizada) a construíram em 179 a.C. É possível que tenha existido no local um edifício mais antigo, de 210 a.C., que foi incorporado. Em 78 a.C., o cônsul Marco Emílio Lépido incorporou o edifício à nova Basílica Emília e ela passou a ser chamada de "Basílica Fúlvia e Emília" (em latim: Basilica Fulvia et Aemilia) ou apenas Basílica Emília.